# Запара, Виктор Александрович
Ви́ктор Алекса́ндрович Запа́ра (род. 8 июля 1987, Ленинград) — один из сильнейших игроков в сёги в России и Европе, 4 дан ФЕСА, 4 дан NSR. Трёхкратный чемпион России по сёги. Чемпион Европы по сёги 2007 года, чемпион Санкт-Петербурга по сёги 2024 года.
Играть в сёги научился у Ирины Новиковой (1 дан ФЕСА) в 1999 году; один из первых сёгистов в России.
Непрерывно занимал I позицию в российском ФЕСА-листе с мая 2005 до 2023 года, когда его обошёл Владимир Фролочкин.
На 1 июля 2023 года занимал 9-ю позицию в европейском ФЕСА-листе.
В 2011 году окончил Санкт-Петербургский государственный университет телекоммуникаций им. проф. М. А. Бонч-Бруевича (факультет экономики и управления). В 2012—2018 годы — председатель правления НП «Сёги».

## Разряды по сёги
- 2001: 2 кю ФЕСА.
- 2002: 1 дан ФЕСА.
- 2005: 4 дан NSR.
- 2009: 2 дан ФЕСА[2].
- 2013: 3 дан ФЕСА[3].
- 2020: 4 дан ФЕСА[4]

## Достижения
- 2002: Серебряный призёр Moscow Shogi Open.
- 2003: Чемпион Кубка восточно-европейских чемпионов по сёги (Москва).
- 2004: Серебряный призёр Кубка восточно-европейских чемпионов по сёги.
- 2005: Серебряный призёр Международного форума сёги (Токио)[5].
- 2005: на Форуме сёги победил профессионального сёгиста Дайсукэ Судзуки[яп.] 8 дана, дававшего сеанс на форе в ладью.
- 2006—2008, 2011, 2013: Чемпион Рождественского турнира по сёги (Санкт-Петербург).
- 2007: Чемпион Европы по сёги (Пардубице).
- 2009, 2011, 2013: чемпион России по сёги.
- 2009, 2012: Чемпион Кубка японского посла по сёги (Москва).
- 2011, 2015, 2019: Чемпион Кубка  генконсула Японии  по сёги (Санкт-Петербург).
- 2013: Чемпион Moscow Shogi Open.
- 2013: Чемпион Кубка Санкт-Петербурга по сёги.
- 2013: Серебряный призёр Чемпионата Европы по сёги (Минск).
- 2014: Чемпион Кубка Японского дома по сёги[6].
- 2015: Бронзовый призёр Мемориала Юрия Шпилёва.
- 2016: Серебряный призёр Мемориала Шпилёва.
- 2013, 2019, 2020: Чемпион Мемориала Шпилёва
- 2019: Чемпион турнира «Белые ночи» (Санкт-Петербург)
- 2024: Чемпион Санкт-Петербурга по сёги (Санкт-Петербург)